# Scratch Came Scratch Saw Scratch Conquered
Scratch Came, Scratch Saw, Scratch Conquered è un album del musicista reggae giamaicano Lee Perry pubblicato sotto etichetta discografica Megawave nel 2008 su CD.

## Tracce
1. Having a Party - 4:40 (Testi: Marshall, Perry)
2. Heavy Voodoo - 5:03 (Testi: Marshall, Perry)
3. Saint Selassie - 4:19 (Testi: Marshall, Perry)
4. Scratch is Alive - 4:14 (Testi: Marshall, Perry)
5. Jelaousy - 5:18 (Testi: Marshall, Perry)
6. Yee Ha Ha Ha - 4:32 (Testi: Marshall, Perry)
7. The Game Black - 4:35 (Testi: Marshall, Perry)
8. Headz Gonna Roll - 4:40 (Testi: Clinton, Marshall, Perry)
9. Rolling Thunder - 4:41 (Testi: Marshall, Perry)
10. Rastafari Live - 5:08 (Testi: Marshall, Perry)
11. Once There's a Will There's a Way - 5:33 (Testi: Marshall, Perry)
12. Sinful Fuckers - 4:10 (Testi: Marshall, Perry)
13. The Seven Wishes of Lee "Scratch" Perry - 5:12 (Testi: Marshall, Perry)